# Шерхан
Шерхан (англ. Shere Khan, гінді शेर खान; урду شیر خان) — вигаданий персонаж «Книги джунглів» та «Другої книги джунглів» Редьярда Кіплінга. Слово «Шер» (або «Шир») перекладається як «тигр», а «хан» шляхетний титул, слова були використані разом «щоб показати, що він є головним серед тигрів». Головний антагоніст Мауглі. Ім'я, можливо, походить від прізвиська афганського воєначальника, який колись правив Індією.